# Lixouri
Lixouri (en griego Ληξούρι) es una pequeña ciudad y un municipio de la isla de Cefalonia en Grecia. Está situada al oeste de Argostoli, la capital de Cefalonia. Con una población de 9800 habitantes (2001), posee un área de 139,45 km².

## Clima
Su clima es mediterráneo, pero al estar en el norte de la isla es más húmedo que el sur debido a la menor incidencia de los rayos solares (vertiente de umbría al norte y de solana al sur).

## Lugareños ilustres
- Élie Meniates (1669-1714) filósofo
- Vikentios Damodos (1700-1759) filósofo
- Andreas Laskaratos (1811-1901) escritor
- Spyridon Marinatos (1901-1974) arqueólogo
- Antiochos Evangelatos (1903-1981) director de orquesta